# Джордж Фісслер
Джордж Фісслер (англ. George Fissler, 13 жовтня 1906 — 18 грудня 1975) — американський плавець.
Призер Олімпійських Ігор 1932 року.